# Espansione metrica dello spazio
L'espansione metrica dello spazio è l'aumento medio della distanza misurata tra due oggetti nell'universo al variare del tempo. Si tratta di un'espansione intrinseca, cioè è definita dalla continua "creazione" di spazio e non dal movimento in uno spazio preesistente. L'espansione metrica è una caratteristica fondamentale della teoria del Big Bang ed è espressa matematicamente dalla metrica di Friedmann - Lemaître - Robertson - Walker.
Questo modello è valido nell'epoca attuale solo su larga scala, ovvero all'incirca alla scala dei superammassi galattici; su scale minori la materia, sotto l'influenza della reciproca attrazione gravitazionale, si è concentrata in agglomerati all'interno dei quali l'espansione metrica è trascurabile rispetto ai moti propri  delle singole parti rispetto al substrato. Tali agglomerati, tuttavia, continuano ad allontanarsi gli uni dagli altri.
L'espansione è causata in parte dall'inerzia conseguente alla spinta del Big bang e in parte da una forza repulsiva di cui non si conosce la natura, chiamata energia oscura, che costituirebbe una costante cosmologica responsabile dell'accelerazione dell'espansione. L'inerzia ha dominato l'espansione nella prima parte della storia dell'universo, mentre, in base al modello Lambda-CDM, la costante cosmologica dominerà l'espansione nel futuro.

## La velocità di recessione
La velocità con la quale le galassie sembrano allontanarsi le une dalle altre a causa dell'espansione dell'universo è detta velocità di recessione. 
Più è lontana la galassia osservata, più è alta la velocità di recessione e maggiore è il suo redshift. Distanza e velocità di allontanamento (o recessione) sono quindi proporzionali. Recentemente è stata misurata una velocità di recessione pari a 74,03 km/s per megaparsec (1Mpc = 3,2614 milioni di anni luce ca.). Questi risultati sono stati stimati grazie ai dati raccolti dal Telescopio spaziale Hubble osservando 70 stelle pulsanti chiamate Variabili Cefeidi nella Grande Nube di Magellano.
Ancora più recentemente la misurazione della velocità di recessione è stata effettuata utilizzando le stelle giganti rosse e studiandone il flash dell’elio. Secondo questo metodo il tasso di espansione dell'Universo è di 69,8 chilometri al secondo per megaparsec.
Il 17 settembre 2019 è uscito un nuovo studio di un gruppo di ricercatori guidati da Ihn Jee il quale, basandosi stavolta sui dati forniti dalle lenti gravitazionali di due galassie, ha stimato una velocità di recessione pari a 82,4 km/s per megaparsec.
L'espansione metrica porta a velocità di allontanamento che superano la velocità della luce c e a distanze che superano di c volte l'età dell'universo; questo fatto provoca spesso confusione tra esperti e principianti. La velocità della luce non ha particolare significato su scale cosmologiche.
Una valutazione più completa può essere data dal fatto che l'interpretazione dell'espansione metrica dello spazio continua a fornire paradossi che sono ancora materia di dibattito. L'opinione prevalente è quella di Michał Chodorowski, il quale afferma che: a differenza dell'espansione del substrato cosmico, l'espansione dello spazio è inosservabile.

## Capire l'espansione dello spazio
Lo spaziotempo, su scala cosmologica, è altamente ricurvo e, come risultato, l'espansione dell'universo è inerente alla relatività generale, poiché non può essere compresa con la sola relatività speciale. Le immagini sulla destra mostrano la geometria su larga scala dell'universo in base al modello Lambda-CDM. Due dimensioni spaziali sono state omesse, lasciando una dimensione spaziale e una temporale. Il cerchio finale stretto del diagramma corrisponde ad un tempo cosmologico di 700 milioni di anni dopo il Big Bang; il cerchio superiore più largo rappresenta un tempo cosmologico di 18 miliardi di anni, dove è possibile vedere l'inizio dell'accelerazione dell'espansione che domina alla fine di questo modello.
Le linee viola (i "paralleli") rappresentano il tempo cosmologico alla distanza di un miliardo di anni dal Big Bang, mentre le linee azzurre (i "meridiani") rappresentano la distanza comovente con un intervallo di un miliardo di anni. La linea marrone nel diagramma è la linea universo della Terra (o, nei primissimi istanti, della materia che si aggregò per formare la Terra), mentre la linea gialla è la linea universo delle quasar più distanti conosciute. La linea rossa è un raggio di luce emesso da un quasar all'incirca 13 miliardi di anni fa e che raggiunge la Terra ai nostri giorni. La linea arancione rappresenta la distanza attuale tra il quasar e la Terra, circa 28 miliardi di anni luce.
In base al principio di equivalenza della relatività generale, le regole della relatività speciale sono localmente valide in porzioni ristrette dello spaziotempo che sono approssimativamente piatte. In particolare, la luce viaggia sempre localmente alla velocità c; nel diagramma precedente, questo vuol dire che i raggi di luce formano localmente un angolo di 45º con le linee della griglia. Questo però non vuol dire che la luce abbia percorso uno spazio pari a ct in un tempo t, come mostrato dalla linea rossa. Mentre il raggio luminoso viaggia sempre localmente a velocità c, il suo tempo per percorrere la distanza (all'incirca 13 miliardi di anni) non è correlato alla distanza percorsa in qualsiasi modo semplice. Infatti la distanza percorsa è ambigua a causa del cambiamento di scala dell'universo. Tuttavia è possibile individuare due distanze che sembrano fisicamente importanti: la distanza tra la Terra e il quasar quando la luce è emessa e la distanza tra di loro all'epoca attuale.
La prima distanza è all'incirca 4 miliardi di anni luce, molto minore di ct. La seconda distanza (mostrata dalla linea arancione) è all'incirca di 28 miliardi di anni, cioè è molto maggiore di ct. Si può notare che la luce impiega più di 4 miliardi di anni per raggiungere la Terra anche se è stata emessa dalla distanza di 4 miliardi di anni luce. Infatti si può vedere nel diagramma che la luce si sta allontanando dalla Terra quando è stata emessa, nel senso che la distanza metrica dalla Terra aumentò con il tempo cosmologico per i primi miliardi di anni del suo viaggio. Nessuno di questi comportamenti proviene da una proprietà dell'espansione metrica, ma proviene semplicemente da un principio locale della relatività generale integrato su una superficie curva.
Si noti che l'universo non si sta espandendo nel vuoto; è presente semplicemente più spazio in tempi futuri rispetto a quanto ce ne fosse in tempi precedenti. Inoltre tale notazione di "più spazio" è locale, non globale: non è possibile sapere quanto spazio sia presente in totale.

### Perturbazioni locali
L'espansione dello spazio è talvolta descritta come una forza che agisce sugli oggetti e li allontana tra loro. Anche se questa è una descrizione accurata della costante cosmologica, non è un'immagine reale del fenomeno generale di espansione. Per la maggior parte della storia dell'universo, l'espansione è stata causata principalmente dall'inerzia. La materia nel giovane universo si stava allontanando soprattutto per l'effetto iniziale dell'inflazione cosmica ed ha continuato a farlo per inerzia, anche se a un ritmo sempre più basso a causa dell'effetto attrattivo della gravità. Oltre al rallentamento dell'espansione, la gravità causò l'addensarsi della materia che generò stelle e galassie. Queste stelle e galassie non si allontanarono tra loro successivamente, poiché non vi era presente nessuna forza che permettesse ciò. Non ci sono sostanziali differenze tra l'espansione inerziale dell'universo e la separazione inerziale di oggetti vicini nel vuoto: il primo caso è semplicemente una generalizzazione su larga scala del secondo. Un tipo di espansione locale uniforme della materia può essere descritta localmente dalla metrica di Friedmann - Lemaître - Robertson - Walker, la stessa metrica che descrive l'espansione dell'universo nel suo complesso.
Questa situazione cambia considerando l'introduzione di una costante cosmologica. Questo termine ha l'effetto di una forza repulsiva tra gli oggetti che è proporzionale (non inversamente proporzionale) alla distanza. A differenza dell'inerzia, essa agisce direttamente sugli oggetti legati gravitazionalmente e anche sugli atomi. Tuttavia, questa forza non causa la crescita costante degli oggetti o la loro distruzione; a meno che essi non siano debolmente legati, essi saranno semplicemente portati in uno stato di equilibrio che è leggermente diverso da quello che sarebbe stato altrimenti. Poiché l'universo si espande e la materia si allontana, l'attrazione gravitazionale diminuisce (poiché è proporzionale alla densità), mentre la repulsione dovuta alla costante cosmologica aumenta; quindi il destino ultimo dell'universo descritto dal modello Lambda-CDM è un'espansione sempre maggiore dovuta alla costante cosmologica. Tuttavia l'unico effetto visibile localmente dell'accelerazione dell'espansione è la scomparsa delle galassie più lontane. Infatti, gli oggetti gravitazionalmente legati, come la Via Lattea, non si espandono.

### Altri modelli di espansione
L'espansione dello spazio è spesso illustrata con modelli che mostrano solo la grandezza dello spazio in un determinato istante di tempo, lasciando implicita la dimensione temporale.
Nel "modello a palla" è presente una palla sferica che viene gonfiata partendo da una dimensione iniziale nulla (che rappresenta il Big Bang). Una palla ha una curvatura positiva mentre le osservazioni suggeriscono che l'universo sia spazialmente piatto, ma questa incongruenza può essere eliminata ipotizzando che il pallone sia molto largo così da poter essere considerato piatto entro i limiti dell'osservazione. Quest'analogia può portare confusione poiché può far pensare che il Big Bang abbia avuto luogo a partire dal centro del pallone. I punti non appartenenti alla superficie non hanno alcun significato, anche se sono stati occupati in tempi precedenti.

Animazione del modello di espansione del pane con l'uva. Quando il pane raddoppia le dimensioni (lunghezza e profondità), anche la distanza tra i chicchi d'uva raddoppia.

Nel "modello del pane con l'uva" è possibile immaginare un pezzo di pane con l'uva che si sta espandendo. Il pane (cioè lo spazio) si espande nel suo complesso, ma l'uva (cioè gli oggetti gravitazionalmente legati) non si espandono, ma si limitano ad allontanarsi l'uno dall'altro.
Tutti questi modelli hanno il problema concettuale di richiedere una forza esterna che agisce sullo spazio in ogni istante di tempo per permettere l'espansione. Diversamente dall'espansione reale, questi modelli prevedono un'interazione elettromagnetica tra i vari elementi e questi, dopo una spinta iniziale, non continueranno ad espandersi.

## Visione d'insieme della metrica
Per meglio comprendere come funziona l'espansione metrica, di seguito viene riportato brevemente cos'è la metrica.

### Definizione di una metrica
La metrica definisce come una distanza possa essere misurata tra due punti vicini nello spazio, nei termini del sistema di coordinate di questi punti. Un sistema di coordinate localizza i punti in uno spazio (di qualunque dimensione) tramite l'assegnazione di numeri univoci, chiamati coordinate, ad ogni punto. La metrica è quindi una formula che converte le coordinate dei due punti in una distanza.

### La metrica sulla superficie terrestre
Per esempio, si può considerare la misura della distanza fra due punti sulla superficie terrestre, cioè un caso di geometria non euclidea. Poiché la superficie terrestre è bidimensionale, i punti possono essere individuati attraverso 2 coordinate, per esempio la latitudine e la longitudine. Per utilizzare una metrica bisogna specificare le coordinate utilizzate e, in questo caso, è possibile scegliere sia il sistema di coordinate dato dalla latitudine e longitudine, sia i 3 assi di riferimento (x, y, z) del sistema cartesiano. Dopo aver scelto un sistema di riferimento, il valore numerico delle coordinate di qualunque coppia di punti è univocamente determinato, cioè basato sulle proprietà dello spazio preso in considerazione, ed è possibile determinare la metrica appropriata al sistema. Sulla superficie curva della Terra, questo effetto può essere visto nei viaggi aerei a lunga percorrenza, in cui la distanza tra due punti è misurata tramite la circonferenza massima e non attraverso la linea retta che passa all'interno della Terra. In linea teorica questo effetto, causato dalla curvatura della superficie, è visibile anche per piccole distanze, ma in pratica per due punti vicini la curvatura della superficie terrestre è così piccola che può essere esclusa nel caso di calcolo delle distanze.

### La metrica per lo spaziotempo
I punti della superficie terrestre possono essere determinati dando due coordinate. Poiché lo spaziotempo è quadridimensionale, è necessario fornire quattro coordinate per determinare la posizione dei punti. Le coordinate più utili da utilizzare in cosmologia sono le coordinate comoventi. Poiché lo spazio su larga scala sembra essere euclideo, è possibile specificare le coordinate spaziali nei termini delle coordinate x, y, e z, anche se sono utilizzati altri tipi, come le coordinate sferiche. La quarta coordinata richiesta è il tempo, che è specificato nelle coordinate comoventi come tempo cosmologico. Sebbene la geometria a larga scala dell'universo sembri essere euclidea, la stessa cosa non si può dire per la metrica dello spaziotempo. La natura non-euclidea dello spaziotempo si manifesta dal fatto che la distanza tra punti con le coordinate spaziali costanti, aumenta con il tempo piuttosto che rimanere costante.

## Basi teoriche e prime prove

### Legge di Hubble-Lemaître
L'espansione metrica dello spazio è una caratteristica di molte soluzioni delle equazioni di campo di Einstein della relatività generale e la distanza è misurata usando l'intervallo di Lorentz. Questa spiegazione teorica fornisce una possibile spiegazione alla legge di Hubble-Lemaître, la quale indica che le galassie più distanti da un osservatore sembrano allontanarsi più velocemente delle galassie che sono più vicine.
In uno spazio che si espande, la metrica cambia con il tempo in modo da far aumentare le distanze con l'aumentare del tempo; perciò se il nostro universo si è originato tramite il Big Bang, è possibile osservare fenomeni associati all'espansione metrica dello spazio. Se invece il nostro universo stesse attraversando un periodo di contrazione (cioè una fase che può portare al Big Crunch) sarebbe possibile osservare fenomeni associati alla contrazione metrica dello spazio.

### Costante cosmologica ed equazioni di Friedmann
I primi modelli di relatività generale prevedevano che un universo dinamico e contenente materia gravitazionale ordinaria avrebbe dovuto contrarsi piuttosto che espandersi. La prima proposta di Einstein per una soluzione a questo problema riguardava l'aggiunta di una costante cosmologica all'interno della sua teoria per controbilanciare la contrazione, in modo da ottenere una soluzione con un universo statico. Ma nel 1922, Alexander Friedman derivò le equazioni note come equazioni di Friedmann, le quali mostrano che l'universo può espandersi e presentano la velocità di questa espansione. Le osservazioni di Edwin Hubble nel 1929 mostrarono che le galassie più distanti sembravamo allontanarsi dalla Terra, perciò molti scienziati iniziarono ad accettare il fatto che l'universo si stesse espandendo.

### L'uso dell'inflazione per spiegare l'espansione
Con il passare del tempo, il fatto che l'universo sia in espansione divenne un dato acquisito e accettato. Fino agli sviluppi teorici negli anni ottanta, non vi era nessuna spiegazione sul perché avvenisse questa espansione, ma con gli sviluppi dei modelli riguardanti l'inflazione cosmica, l'espansione dell'universo diventò una caratteristica generale risultante dal falso vuoto. Il motivo di tale espansione è ora giustificato dai dettagli del processo di decadimento inflazionario che avvenne nei primi istanti dell'universo. Si ritiene che in quel periodo la metrica crebbe esponenzialmente, causando l'ampliamento delle dimensioni dell'universo dalla grandezza di un atomo (10 −10 metri) fino all'incirca 100 milioni di anni luce.

L'espansione dell'universo procede in tutte le direzioni come previsto dalla costante di Hubble. Tuttavia, la costante di Hubble può cambiare nel passato e nel futuro, poiché essa dipende dal valore osservato della densità critica (Ω). Prima dell'ipotesi dell'energia oscura, si credeva che l'universo fosse dominato dalla materia e perciò Ω, in questo grafico, corrisponde al rapporto tra la densità data dalla materia e la densità critica.

### Misure di distanza in uno spazio metrico
In uno spazio che si espande, la distanza è una quantità dinamica che cambia con il tempo. Vi sono diversi modi per definire le distanze in cosmologia, ma le più comuni sono le distanze comoventi.
La metrica definisce solo la distanza tra due punti vicini. Al fine di definire la distanza tra due punti arbitrariamente lontani, è necessario specificare entrambi i punti e una curva che li colleghi. La distanza tra questi punti può essere trovata calcolando la lunghezza di questa curva. La distanza comovente definisce questa curva come una curva in un tempo cosmologico costante. Operativamente, le distanze comoventi non possono essere misurate da un singolo osservatore vincolato alla Terra. Per determinare la distanza degli oggetti più lontani gli astronomi misurano generalmente la luminosità delle candele standard, o lo spostamento verso il rosso degli spettri delle galassie e convertono queste misure in distanze basate su alcuni particolari sistemi dello spaziotempo, come il modello Lambda-CDM.

## Prove osservative
I cosmologi, sviluppando i vari modelli dell'universo, hanno preso spunto da un ristretto numero di supposizioni, le quali hanno permesso di capire che l'espansione metrica dello spazio sia una caratteristica dell'universo. I principi basilari presenti nei modelli che includono l'espansione metrica sono:
- il principio cosmologico, il quale afferma che l'universo appare uguale in tutte le direzioni (cioè è isotropo) e ha all'incirca le stesse proprietà in ogni punto (cioè è omogeneo).
- il principio copernicano, il quale afferma che nessuna posizione nell'universo è privilegiata, cioè l'universo non ha un "punto di partenza".

Gli scienziati hanno verificato se queste ipotesi fossero valide e confermate dalle osservazioni. I cosmologi hanno scoperto prove che sostengono tali ipotesi e, di conseguenza, l'espansione metrica dello spazio è considerata una caratteristica dell'universo poiché, anche se non è possibile vederla direttamente, le verifiche forniscono varie conferme. Tra i risultati più importanti vi sono i seguenti:
- Edwin Hubble dimostrò che tutte le galassie e gli oggetti astronomici distanti si stanno allontanando l'uno dall'altro, come previsto dall'espansione cosmica, a causa della legge di Hubble.[12] Calcolando lo spostamento verso il rosso dei loro spettri elettromagnetici per determinare la distanza e la velocità di tali oggetti, egli mostrò che tutti gli oggetti si stanno allontanando tra loro e che la loro velocità è proporzionale alla distanza, caratteristica di un'espansione metrica. Ulteriori studi hanno mostrato che l'espansione è isotropa e omogenea, cioè sembra non avere un punto privilegiato come "centro" dell'espansione, ma appare universale e indipendente da ogni punto "centrale" fissato.
- La distribuzione isotropa nel cosmo dei lampi gamma e delle supernovae è una conferma del principio cosmologico.
- Il principio di Copernico non è stato verificato direttamente su scala cosmologica finché non sono stati misurati gli effetti della radiazione cosmica di fondo sulla dinamica dei sistemi astronomici più distanti. Un gruppo di astronomi dello European Southern Observatory notarono, misurando la temperatura di una nube intergalattica in equilibrio termico con la radiazione di fondo, che la radiazione proveniente dal Big Bang era più calda in tempi passati.[13] Il raffreddamento uniforme della radiazione di fondo avvenuto in miliardi di anni è spiegabile solo se l'universo sta attraversando una fase di espansione metrica.

L'unica teoria che spiega in modo coerente questi fenomeni nel loro insieme, si basa sull'espansione dello spazio dovuta a un cambiamento della metrica. Infatti fino alla scoperta negli anni duemila di prove dirette dei cambiamenti di temperatura nella radiazione cosmica di fondo, non era possibile escludere le costruzioni e le ipotesi più bizzarre. Fino a quel momento, si riteneva che l'universo non si comportasse come la Via Lattea posta al centro di una metrica fissata con un'espansione universale delle galassie in tutte le direzioni (come, ad esempio, nel modello di Milne).
Gli scienziati sono ottimisti sul fatto che le teorie, che si basano sull'espansione metrica dello spazio, sono corrette perché hanno superato gli standard previsti dal metodo scientifico. In particolare, quando vengono effettuati i calcoli fisici basandosi sulle teorie attuali (inclusa l'espansione metrica), questi sembrano fornire risultati e previsioni che, in generale, sono consistenti sia con le osservazioni astrofisiche sia con quelle riguardanti la fisica delle particelle. L'universalità spaziale e temporale delle leggi fisiche era ritenuta, fino a tempi estremamente recenti, un'ipotesi filosofica fondamentale che è ora verificata dai limiti dell'osservazione dello spazio e del tempo. Quest'ipotesi è presa in grande considerazione perché il livello di accuratezza e la grande quantità di misure che le teorie prevedono possono essere visualizzati in modo preciso per corrispondere alla realtà visibile. Il livello di precisione è difficile da quantificare, ma è simile a quello presente nelle costanti fisiche che governano la fisica e l'universo.